# You Don't Come Close
You Don't Come Close es el quinto álbum en directo de Los Ramones, fue registrado en 1978, y lanzado en 2001. Las canciones fueron registradas en vivo cuando la banda tocaba para el programa de televisión Musikladen en Bremen Alemania. Como bonus, el álbum incluye un video musical de "Rockaway Beach".

## Lista de canciones
1. "Teenage Lobotomy"
2. "Blitzkrieg Bop"
3. "Don't Come Close"
4. "I Don't Care"
5. "She's The One"
6. "Sheena Is a Punk Rocker"
7. "Cretin Hop"
8. "Listen To My Heart"
9. "California Sun"
10. "I Don't Wanna Walk Around With You"
11. "Pinhead"
12. "Rockaway Beach" (Bonus music video)